# ویکاس دوبی
ویکاس دوبی (انگلیسی: Vikas Dubey؛ ۳ مه ۱۹۶۴ – ۱۰ ژوئیهٔ ۲۰۲۰) تبهکار و گانگستر اهل هند بود.
اولین پرونده جنایی علیه او در اوایل دهه ۱۹۹۰ ثبت شد و تا سال ۲۰۲۰، بیش از ۶۰ پرونده جنایی علیه نام خود داشت. وی به قتل یک وزیر مشاور مرتبط بود و در یک حادثه دیگر متهم اصلی در قتل هشت پلیس در هنگام تلاش برای دستگیری بود. او در ۱۰ ژوئیه ۲۰۲۰ در یک برخورد کشته شد بعد از اینکه ماشین پلیس حامل او با یک تصادف روبرو شد.